# Pinto ou la Journée d'une conspiration
Pinto, ou la Journée d'une conspiration est une « comédie historique » en 5 actes et en prose de Népomucène Lemercier créée au théâtre de la République le 1er germinal an VIII (22 mars 1800) avec Talma (Pinto), Monvel (le duc de Bragance), Charlotte Vanhove (la duchesse de Bragance).

## Genèse et argument
La pièce est issue du pari, relevé par Lemercier, de créer une œuvre qui dépasserait en hardiesse Le Mariage de Figaro, alors considéré comme l'extrême pointe de la modernité dramatique.
Cette comédie historique met en scène la révolution qui porta, en 1640, le duc de Bragance sur le trône du Portugal.
Elle annonce le drame romantique : « De cette œuvre, observe Charles Labitte, aurait daté la rénovation de la scène française, s'il n'eût été coupé court aux hardiesses par la régularité de l'Empire ».
On crut en effet discerner dans le sujet des allusions au 18 Brumaire. Ce soupçon fut le point de départ de la dégradation des relations entre Lemercier et Bonaparte.

## Distribution
| Acteurs et actrices ayant créé les rôles |                                  |
| Personnage                               | Interprète                       |
| Pinto                                    | Talma                            |
| le duc                                   | Monvel                           |
| Lopez, l'Amiral                          | Baptiste aîné                    |
| Vasconcellos                             | Duval                            |
| l'archevêque                             | Dugazon                          |
| Almada                                   | Damas                            |
| Mello                                    | Lacave                           |
| Mendoce                                  | Desprez                          |
| Fabricio                                 | Michot                           |
| Alvare                                   | Dupont                           |
| Santarello                               | Grandmesnil                      |
| Francisque                               | Florence                         |
| Pietro                                   | Barthélemy La Rochelle           |
| un piqueur                               | Marchand                         |
| un laquais                               | Berville                         |
| Lémos                                    | Baptiste cadet                   |
| la duchesse                              | Charlotte Vanhove ou Mlle Contat |
| Mme Dolmar                               | Mlle Devienne                    |
| Flora                                    | Mlle Mars cadette                |
| la vice-reine                            | Mlle Mars aînée                  |
| rôle non précisé                         | Mlle Ferville                    |